# Střelný prach

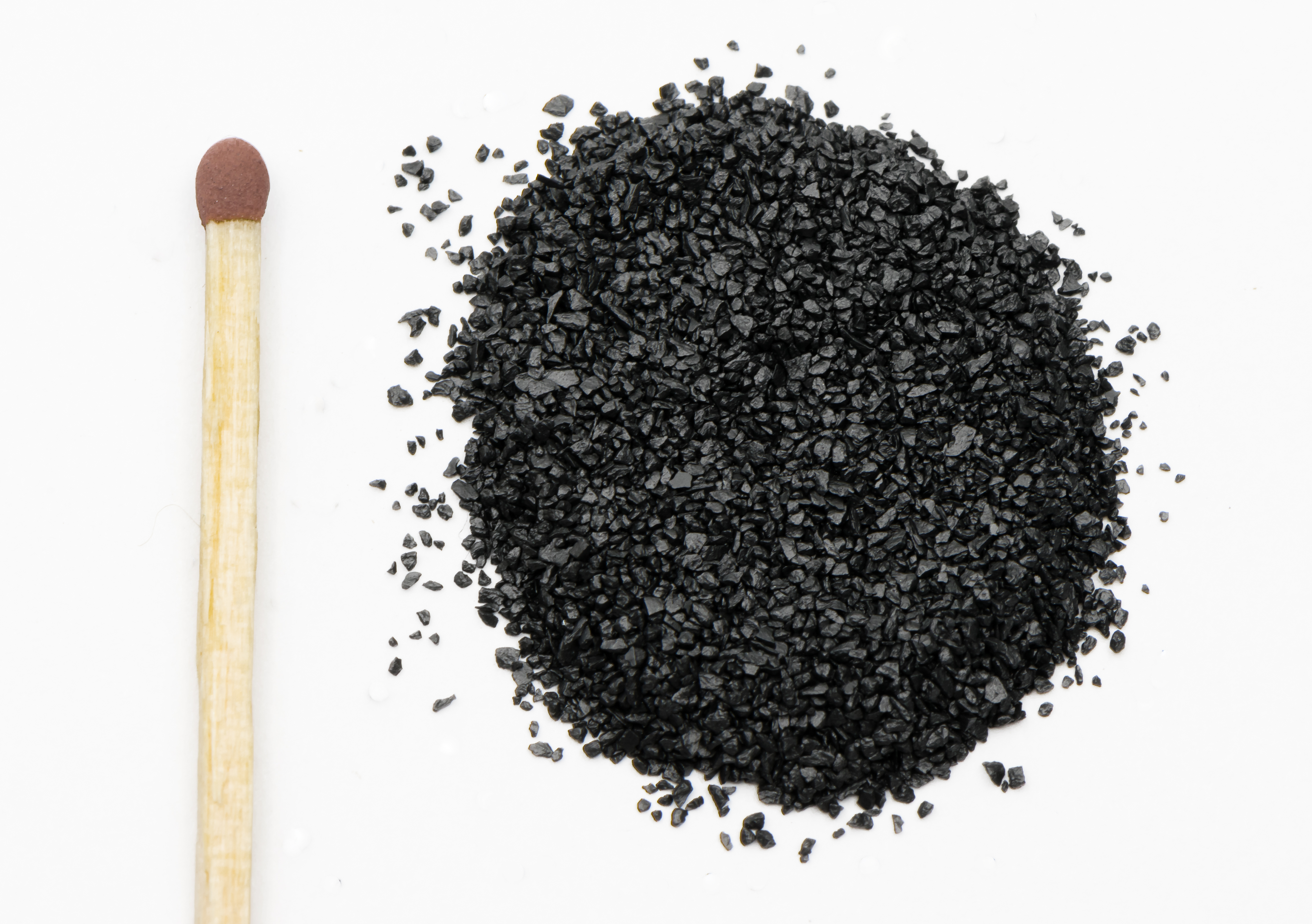
Černý střelný prach Vesuvit LC

Původní černý střelný prach je směs jemně mletého draselného ledku neboli dusičnanu draselného (KNO3), dřevěného uhlí a síry. Prakticky byl používán až do poslední třetiny 19. století.
Termín střelný prach se často používá jako synonymum pro černý střelný prach. Později vynalezený bezdýmný střelný prach je popsán v samostatném článku; ve skutečnosti se totiž jedná o několik druhů různých prachů. Protože terminologie není jednoznačná, u těchto střelných prachů se obvykle uvádí, že jde o bezdýmný (někdy také bezdýmý) střelný prach. Některé prameny potom přímo označují konkrétní podskupiny bezdýmných prachů nazvaných podle jejich složení, jako například nitroglycerinové prachy, diglykolové prachy a další.

## Historie

Mongolská puma použitá proti japonským samurajům během invaze do Japonska, 1281.

Černý střelný prach je nejstarší známou výbušninou na světě, patřící do podkategorie střelivin. Byl objeven v období sedmého až devátého století v Číně. Nejdříve byl využíván v léčitelství jako přísada, později pro pohon raket, jako náplň granátů a jsou známy dokonce i bambusové pušky.
Traduje se, že střelný prach v Evropě vynalezl anglický mnich a vědec Roger Bacon, ovšem v německých pramenech se zmíňuje Berchtold Schwarz, podle něhož by se prach nazýval "černý". Pravděpodobnější je ovšem to, že černým prachem je nazýván pro svou barvu.
Ve třináctém století pronikl střelný prach do Evropy. Už ve čtrnáctém století zde existovala prosperující výroba palných zbraní, která vedla k postupnému zániku rytířů jako středověkých bojovníků. Ve velkém se palné zbraně začaly používat v patnáctém století husity. Husitská terminologie pojmenování tehdejších střelných zbraní tak možná pronikla do různých světových jazyků. Stále je např. živý výraz pistole (anglicky pistol) vzniklý z českého píšťala (nejlehčí varianty ručních palných zbraní), nebo anglické howitzer (něm. Haubitze) z původně české houfnice.
V roce 1887 si Alfred Nobel nechal patentovat bezdýmý střelný prach pod názvem ballistit a jeho dalším zdokonalením vznikl dnes nejpoužívanější kordit. Hlavní složkou je střelná bavlna kombinovaná s nitroglycerinem a jinými nitroglykoly. Tento nový prach je díky svým lepším vlastnostem dnes používán v prakticky všech palných zbraních.

## Složení a vlastnosti
Typické složení černého střelného prachu je: 75 % KNO3, 10 % síry a 15 % dřevěného uhlí. Použité dřevěné uhlí je ideálně co nejméně vypálené s co nejvyšším obsahem uhlíku. V praxi se střelný prach vyrábí buď pro trhací práce s nižším obsahem KNO3 v rozmezí 60–70 % a pro vojenské využití s obsahem KNO3 74–75 %.
Puškový prach: 75 % KNO3 + 15 % C + 10 % S
Zápalnicový prach: 75 % KNO3 + 20 % C + 5 % S
Dělový prach: 75 % KNO3 + 12,5 % C + 12,5 % S
Trhací prachy se dělí podle obsahu dusičnanu na: 40 % – Lente (pomalé), 75–80 % – Forte (rychlé) a 65 % – Ordinaire (střední).
Původně se pro střelbu využívala přímo směs získaná po smísení a rozemletí komponent. Jednalo se o směs jemných částic nazývanou prachovina. Později se přidávaly postupy, které vedly k vytvoření větších zrn, čímž se dosahovalo pravidelnějších balistických vlastností a tudíž i lepších výsledků ve střelbě. 
Průmyslově vyráběný střelný prach se vyznačuje vysokou homogenitou směsi s přesně definovanou velikostí jednotlivých částic. Toho se dociluje mletím všech složek s určitým množstvím vody a následným sušením směsi. Přesný postup je pochopitelně předmětem chráněného „know how“ jednotlivých výrobců. V současnosti je černý prach průmyslově vyráběn také pro sportovní střelbu z replik starých palných zbraní.
Typický černý střelný prach má následující charakteristiky:
- Výbuchová teplota – 2400 °C
- Detonační rychlost – maximálně 340 m/s
- Poznámka: Černý střelný prach není schopen detonace ani použitím rozbušky. Správně má být deflagrace a deflagrační rychlost. Maximální deflagrační rychlost je asi 900 m/s[2]
- Energie výbuchu – 720 kcal/kg
- Objem plynů – 280 l/kg
- Tlak plynů – 6900 atm
- Sypná hustota 1,5 – 1,9 g/cm3[3]

Hustota prachu ovlivňuje rychlost jeho hoření. Černý prach jako trhavina se používá v hustotách pod 1,75 g/cm3.Prach používaný jako střelivina mívá hustotu cca 1,87 g/cm3
Důležitým parametrem prachu je jeho vlhkost, která by měla být maximálně 1%. Při vyšší vlhkosti jsou významně ovlivněny jeho vlastnosti a při 15% vlhkosti ztrácí schopnost zážehu. 

## Použití
Klasický černý střelný prach má ze všech běžných výbušnin nejnižší detonační rychlost, která je blízká rychlosti zvuku. Zároveň je jeho výroba velmi levná a pyrotechnické vlastnosti jsou detailně prozkoumány. Z těchto důvodů se stále občas používá jako levná průmyslová trhavina při práci v lomech a jiných odstřelových pracích.
Další uplatnění černého prachu je v oblasti zábavné pyrotechniky, kde je jeho základní předností vysoká stálost vůči mechanickým podnětům a současně snadná inicializace výbuchu.

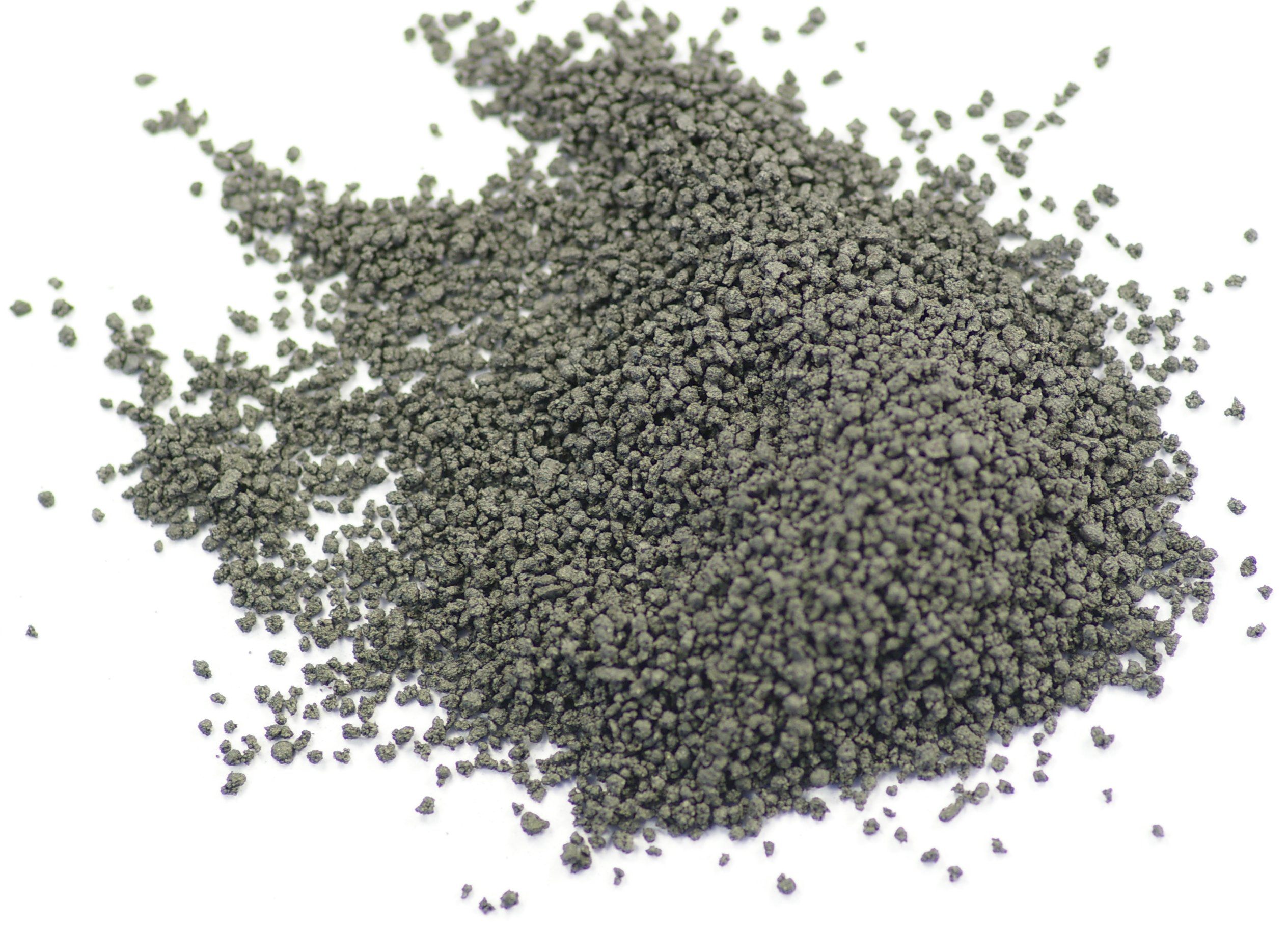
Náhrada černého střelného prachu – Pyrodex

Naopak v současné době prakticky totálně skončilo využití černého střelného prachu v palných zbraních. Příčinou je především dostatek jiných explozivních produktů s mnohem lepšími výbuchovými vlastnostmi. Kromě toho vzniká při hoření klasického prachu řada velmi korozivních plynů, především oxid siřičitý SO2, který rychle napadá a ničí kovové součásti palných zbraní. Tento fakt ho prakticky vylučuje z výroby střeliva pro rychlopalné zbraně, kde je materiál zbraně vystaven styku s výbuchovými plyny po značně dlouhou dobu. V této oblasti má naopak velmi významné postavení bezdýmý střelný prach, ať již jako klasický Kordit nebo další výrobky na podobné bázi.
Existuje stále skupina příznivců střelby replikami (kopiemi) historických zbraní, při které se černý střelný prach stále používá. I pro tyto účely je vyráběna náhrada černého prachu prodávaná pod názvem Pyrodex. Tato náhrada má méně korozitvorných zplodin než původní černý střelný prach. Přísadami je dosahováno analogických vlastností a efektů jako při použití původního černého prachu. 

## Chemická reakce
Jednoduchá, nejčastěji používaná chemická reakce je tato:
2 KNO3 + S + 3 C → K2S + N2 + 3 CO2.
Přesnější, ale stále zjednodušená rovnice je:
10 KNO3 + 3 S + 8 C → 2 K2CO3 + 3 K2SO4 + 6 CO2 + 5 N2.